# 国子監
国子監（こくしかん、拼音: guózǐjiàn）とは、中国における隋代以降、近代以前の最高学府。各王朝の都（長安・洛陽・開封・南京）など）に設けられた。明代には南京と北京の二都に設けられた。

## 解説

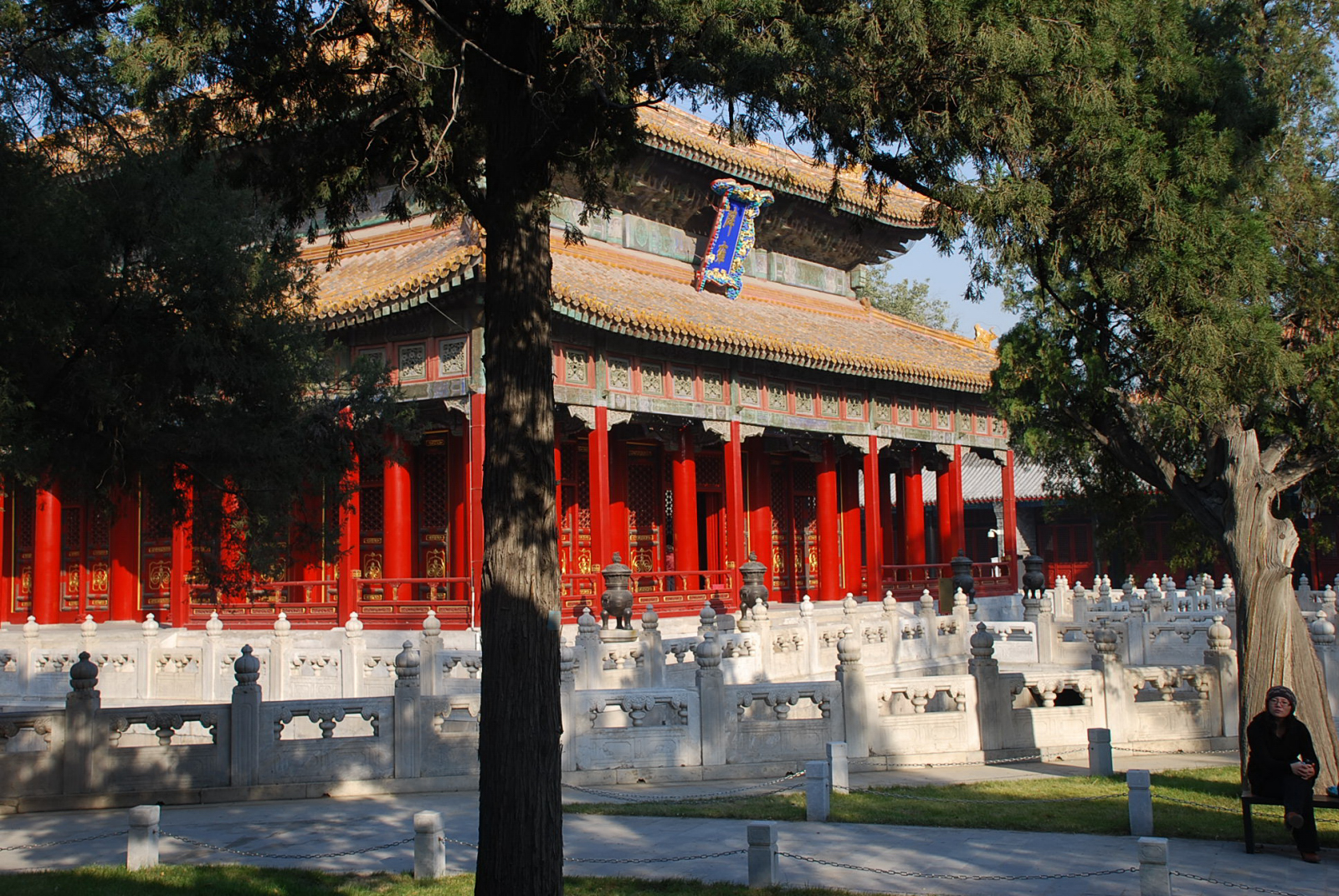
北京国子監辟雍殿

西晋武帝の276年に国子（貴族・官僚の子弟）の教育機関として設置されたが、実際に教育機関として機能するのは恵帝の293年頃のことで、当時は太常や太学の管轄下にあった。
教育行政官庁かつ太常などから独立した組織を持つようになったのは、北斉時代に国子寺として設けられてからのことで、隋の593年に「国子学」、607年に「国子監」と改称された。唐代には長安に国子学（博士2名・助教2名・五経博士5名・学生300名）・太学（博士3名・助教3・学生500）・四門学（博士3名・助教3・学生500・俊士800）・律学・書学・算学・広文館などの教育機関があり、これらを統括する行政機関として国子監が設置されて国子祭酒・国子司業以下の職員が置かれた。また、「東都」と称された洛陽にも国子監が設置されていた。唐代にはそれぞれに入学する資格に父祖の品階が深く関わっており、庶民は俊士になる以外に学生になることは出来なかったが、宋代には太学・四門学にまで入学可能となった。
元代には漢民族の国子監とは別にモンゴル人と西域出身者のために「蒙古国子監」「回回国子監」が置かれていた。
明代には国子監が教育行政と実際の教育の両方を行うことになり、国子学・太学・四門学などの教育機関が国子監に一本化された。清代には最高責任者として国子監管理監事大臣が置かれ、その下に漢民族と満州族の国子祭酒が1名ずつ置かれた。明代の南京国子監は、清初には江寧府学に改められた。
清末には太平天国の後、紆余曲折を経て、両江師範学堂がこの地に置かれ、西洋風の建築物が建てられた。中華民国時代には南京高等師範学校の園内となった。なお南京高等師範学校は1921年、国立東南大学となり、1928年には国立中央大学と改められた。中華人民共和国成立後は1949年に名を国立南京大学と改められ、1950年からは南京大学と称した。国子監跡地にあったのは工学院であったが、1952年には全国規模の院系調整により、南京大学から分かれて南京工学院となり、南京工学院は1988年、名を東南大学と改めて現在に至っている。

## 旧址・建物
- 北京国子監：元・明・清三代に渡って置かれた北京国子監は現在、北京市東城区の国子監街にある。その建築物は現在に至るまで残されており、全国重点文物保護単位となっている。また、北京市の国子監街は2010年第1回「中国歴史文化名街」の1つに選定された[2]。

## ベトナムの国子監

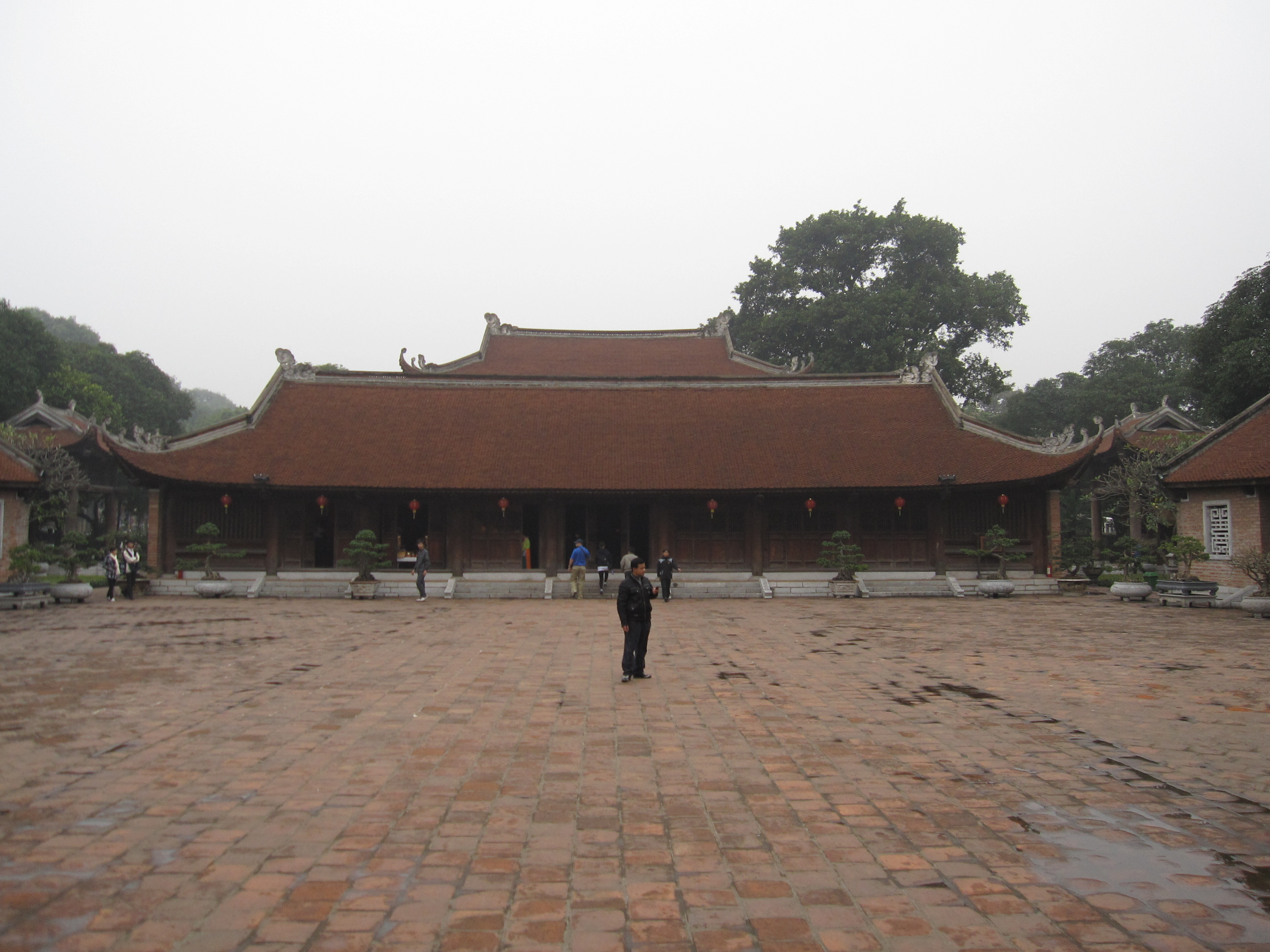
ベトナムの国子監。2008年

ハノイ市内の文廟にあるベトナム初の大学。1076年に李朝第四代皇帝リー・ニャン・トンによって創設され、抗仏戦争時の1946年に破壊され、2000年に再建された。